# Jaworzyńska Kopa
Jaworzyńska Kopa (słow. Javorína, 1277 m n.p.m.) – szczyt w grani głównej słowackich Tatr Zachodnich, po wschodniej stronie Wyżniej Huciańskiej Przełęczy. Tuż za Jaworzyńską Kopą, we wschodnim kierunku znajduje się Mała Biała Skała. Zbocza południowe obydwu tych szczytów opadają do Doliny Suchej Sielnickiej. Jaworzyńska Kopa jest szczytem zwornikowym – w południowo-zachodnim kierunku odchodzi od niej długa boczna grań poprzez Jaworzyńską Przełęcz, Golicę Huciańską, Kwaczańską Przełęcz aż do Ostrego Wierchu Kwaczańskiego.
Jaworzyńska Kopa jest zalesiona, ale od południowo-wschodniej strony jej wierzchołek tworzy wysoką i bardzo stromą wapienną ścianę sterczącą ponad lasem. Po tej ścianie szczyt Jaworzyńskiej Kopy jest łatwo rozróżnialny.

## Szlaki turystyczne
– czerwony z Wyżniej Huciańskiej Przełęczy przez Białą Skałę, Siwy Wierch, Palenicę Jałowiecką i Brestową. Szlak omija wierzchołek Jaworzyńskiej Kopy, prowadzi natomiast jej północnymi, zalesionymi zboczami. Na odcinku przed Siwym Wierchem pewne trudności techniczne – 2 trudne do przejścia odcinki ubezpieczone łańcuchami.
- Czas przejścia od szosy z Wyżniej Huciańskiej Przełęczy na Białą Skałę 1:15 h, ↓ 0:45 h.
- Czas przejścia z Białej Skały na Siwy Wierch: 1:45 h, ↓ 1:15 h